# Gonomyia nigripennis
Gonomyia nigripennis är en tvåvingeart som beskrevs av Edwards 1928. Gonomyia nigripennis ingår i släktet Gonomyia och familjen småharkrankar. Inga underarter finns listade i Catalogue of Life.